# Radford-universiteit
De Radford-universiteit (Engels: Radford University) is een Amerikaanse openbare universiteit die werd opgericht in 1910 en is gevestigd in Radford, Virginia. 
De universiteit biedt studieprogramma's voor studenten in meer dan 100 vakgebieden, evenals specifieke afstudeerrichtingen, waaronder de M.F.A., M.B.A., M.A., M.S., Ed.S., Psy.D., M.S.W. en gespecialiseerde doctoraatsprogramma's op het gebied van zorggerelateerde beroepen.

## Geschiedenis
De "State Normal and Industrial School for Women at Radford" werd in 1910 opgericht in Radford als een vrouwenuniversiteit. In 1924 werd de school hernoemd naar de "State Teachers College at Radford", met als voornaamste doel het opleiden van leraren in het Appalachengebied. In 1943, als onderdeel van de consolidatiebeweging van de staat, fuseerde het college met het Virginia Polytechnic Institute and State University in het nabijgelegen Blacksburg, waarbij het diende als de vrouwenuniversiteit van het destijds voornamelijk mannelijke landbouwcollege. De fusie werd ontbonden in 1964 en Radford College werd een co-educatieve instelling in 1972.
Na een periode van gestage en aanzienlijke groei kreeg Radford College in 1979 de status van universiteit. In 2008 heeft de Virginia General Assembly toestemming gegeven voor drie doctoraatsprogramma's aan de Radford-universiteit, en de eerste doctorstitels werden in 2011 toegekend.

## Academisch
De bacheloropleidingen van de Radford-universiteit leggen de nadruk op de vrije kunsten, bedrijfskunde, wetenschappen en lerarenopleiding.
De universiteit heeft een student/faculteitsverhouding van 14:1 met een gemiddelde klasgrootte van 19. Meer dan 80 procent van de faculteitsleden heeft een doctoraat of andere terminalgraad in hun vakgebied. Speciale programma's omvatten Studeren in het Buitenland, Honors Academy, RU Connections voor eerstejaars woon/leer gemeenschappen, stages, coöperaties, praktische en service-leerervaringen, en benoemingen tot de U.S. Army, en mogelijkheden voor bacheloronderzoek.

## Universiteitscampus
De Radford-universiteit heeft een campus van bijna 1km² en is gelegen in een woonwijk van Radford, Virginia. De stad bevindt zich in de Virginia Highlands, tussen de Blue Ridge en Allegheny-bergen.
Vrijwel alle 31 administratieve, academische, studentendiensten en wooneenheden bevinden zich op een centraal grasveld in een gebied van 310 vierkante kilometer. Daarnaast is een groot aangrenzend gebied langs de New River, gescheiden van de hoofdcampus door U.S. Route 11 en de Norfolk Southern-spoorweg, die de atletiekfaciliteiten, parkeerplaatsen voor studenten en studentenappartementen van de universiteit herbergt.
De universiteit opende in 2012 een nieuw COBE-gebouw (College of Business and Economics). In het voorjaarssemester van 2016 werd een nieuw wetenschapscentrum geopend. Het volgende najaarssemester opende het nieuwe CHBS-gebouw (College of Humanities and Behavioral Sciences) zijn deuren.
De Radford-universiteit herbergt ook het Radford University planetarium, een permanent planetarium met een koepel van 10 meter. Het planetarium wordt voornamelijk beheerd door studenten en wordt onderhouden door de afdeling natuurkunde.